# 普雷利 (谢尔省)
普雷利（法語：Presly，法語發音：[pʁɛli]）是法国谢尔省的一个市镇，位于该省北部，属于维耶尔宗区。

## 地理
普雷利（47°23'17"N, 2°21'29"E）面积74.63 平方千米，位于法国中央-卢瓦尔河谷大区谢尔省，该省份为法国中部省份，北起卢瓦雷省，西接卢瓦-谢尔省和安德尔省，南至克勒兹省，东南接阿列省，东临涅夫勒省。
与普雷利接壤的市镇（或旧市镇、城区）包括：拉沙佩勒当日隆、埃诺德尔、索尔德河畔梅内特雷奥勒、梅里埃斯布瓦、楠赛、巴朗容河畔讷维、苏埃姆。

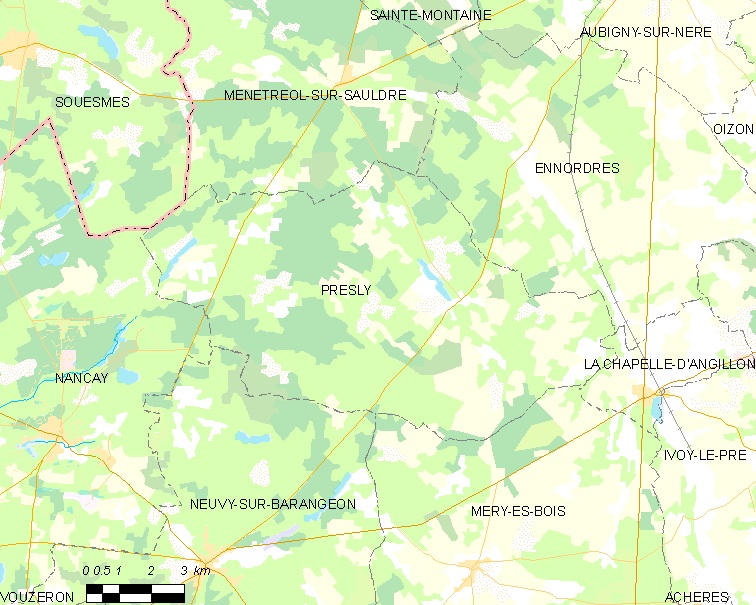
的OSM定位图

普雷利的时区为UTC+01:00、UTC+02:00（夏令时）。

## 行政
普雷利的邮政编码为18380，INSEE市镇编码为18185。

## 政治
普雷利所属的省级选区为内尔河畔欧比尼县。

## 人口

1962-2008年间人口变化图示

普雷利于2022年1月1日时的人口数量为221人。